# Alcides Ghiggia
Alcides Edgardo Ghiggia Pereyra (ur. 22 grudnia 1926 w Montevideo, zm. 16 lipca 2015 w Las Piedras) – urugwajski piłkarz.

## Życiorys
Grał na pozycji prawego napastnika dla reprezentacji Urugwaju w piłce nożnej na IV Mistrzostwach Świata w piłce nożnej 1950; strzelił decydującego gola w meczu finałowym przeciwko Brazylii. Urugwaj wygrał ten mecz 2–1, zdobywając tym samym Puchar Świata. Podczas mistrzostw świata Ghiggia strzelił 4 gole w 4 meczach, lecz były to jego ostatnie gole w reprezentacji, w której wystąpił 12 razy w latach 1950–1952.
W latach 1957–1959 zagrał 5 razy i strzelił jednego gola dla reprezentacji Włoch w piłce nożnej. Podczas występów w tej reprezentacji, Ghiggia miał szansę pojechać na mistrzostwa świata 1958, jednak Włosi nie zakwalifikowali się na ten mundial. Niepowodzenia z reprezentacją Włoch odbił sobie z drużyną A.C. Milan z którą sięgnął po dwa tytuły mistrza Włoch w latach 1961–1962. W ojczyźnie grał w CA Peñarol, z którym dwukrotnie w 1949 i 1951 roku wywalczył mistrzostwo Urugwaju.
Zmarł 16 lipca 2015 w swoim domu w Las Piedras na atak serca, dokładnie w 65. rocznicę finałowego meczu przeciwko reprezentacji Brazylii.
Był trzykrotnie żonaty, miał dwójkę dzieci

## Kariera klubowa
- 1948–1953 CA Peñarol
- 1953–1961 AS Roma
- 1961–1962 A.C. Milan
- 1962–1968 Danubio FC

## Cytaty
- Tylko trzy osoby zdołały uciszyć stadion Maracana jednym posunięciem: Frank Sinatra, papież Jan Paweł II i ja[a][4][5]